# Tourist Guy

Montagem original do "Tourist Guy" no World Trade Center, supostamente alguns segundos antes do prédio ser atingido por um dos aviões sequestrados

Tourist Guy ou Tourist of Death é uma lenda urbana surgida na Internet após os ataques de 11 de setembro. O "Tourist Guy" é um turista que supostamente teria sido fotografado no alto de uma das torres do World Trade Center alguns segundos antes do ataque terrorista. A fotografia, produto de uma montagem simples em programas de edição de imagem, circulou primeiramente através de e-mails e depois foi reproduzida em diversos sites. Algumas semanas depois, internautas passaram a reelaborar a lenda, inserindo a imagem do Tourist Guy em cartazes de filmes e em eventos misteriosos ou catástrofes históricas.

## Origem
Logo após o 11 de setembro, uma imagem surgiu na internet, supostamente de uma câmera encontrada nos escombros do World Trade Center. A imagem mostrava um homem, vestido com um gorro de lã, jaqueta pesada e mochila, em pé no deck de observação do World Trade Center. Abaixo dele, um avião a jato pode ser visto voando em direção ao prédio. Por causa de sua proximidade e baixa altitude, parece certo colidir com a torre. A foto supostamente foi tirada momentos antes dos ataques ao World Trade Center começarem.

## Identidade
A primeira pessoa que afirmou ser o turista foi o empresário brasileiro José Roberto Penteado. Quando Penteado começou a chamar a atenção da mídia, incluindo uma oferta para estar em um comercial da Volkswagen, um húngaro de 25 anos, Péter Guzli, se apresentou como o verdadeiro turista. Guzli diz, no entanto, que não quer publicidade e originalmente não divulgou seu sobrenome.
Guzli tirou a foto em 28 de novembro de 1997 e também foi responsável pela edição inicial. Ele disse que editou a imagem para alguns amigos, sem perceber que se espalharia tão rapidamente pela Internet. Ele primeiro forneceu a foto original não editada e várias outras fotos da mesma série como prova para um jornal húngaro. Mais tarde, o programa Wired News examinou as evidências e confirmou que Guzli era o verdadeiro turista.